# La tergiversicina
La tergiversicina es una historieta serializada entre 1991 y 1992 del dibujante de cómics español Francisco Ibáñez perteneciente a la serie Mortadelo y Filemón.

## Trayectoria editorial
Serializada en la revista Súper Mortadelo entre 1991 y 1992 y luego publicada en álbum en el n.º 7 de la Colección Olé

## Sinopsis
El profesor Bacterio intenta lograr un producto que aumente la potencia de las cosas, pero el invento falla y explota, esparciéndose un gas que hace que todo funcione al revés. Las linternas dan sombra en vez de luz, las cabinas de teléfonos escupen el dinero en vez de tragárselo y hasta las personas se comportan durante un breve tiempo de forma opuesta a su personalidad habitual. Aprovechando la confusión del momento un ladrón roba un aerosol con tergiversicina. La misión de Mortadelo y Filemón será encontrar al ladrón y recuperar el gas.

## En otros medios
En la película Mortadelo y Filemón contra Jimmy el Cachondo aparece el mismo invento pero esta vez llamado la reversicina.